# زبان یونانی میسنی
یونانی میسنی (به یونانی: Μυκηναϊκή ελληνική) کهن‌ترین گونهٔ ثبت‌شدهٔ زبان یونانی است که در یونان میسنی در سرزمین اصلی یونان، کرت و قبرس بین قرون ۱۶ تا ۱۲ پیش از میلاد بدان سخن گفته می‌شد. این زبان با خط ب نگاشته می‌شد که برای نخستین بار پیش از قرن ۱۴ قبل از میلاد در کرت ابداع شده‌بود. بیشتر کتیبه‌های این زبان به صورت لوح‌های رسی در کنوسوس در مرکز کرت و پیلوس در جنوب غرب پلوپونز یافت شده‌اند. لوح‌های دیگری در موکنای، تیرینس، تبای و خانیا در غرب کرت یافت شده‌اند. مایکل ونتریس در سال ۱۹۵۲ زبان این لوح‌ها را کشف کرد و تا پیش از این تاریخ، نوع زبان آن‌ها نامشخص بود.

## الفبا

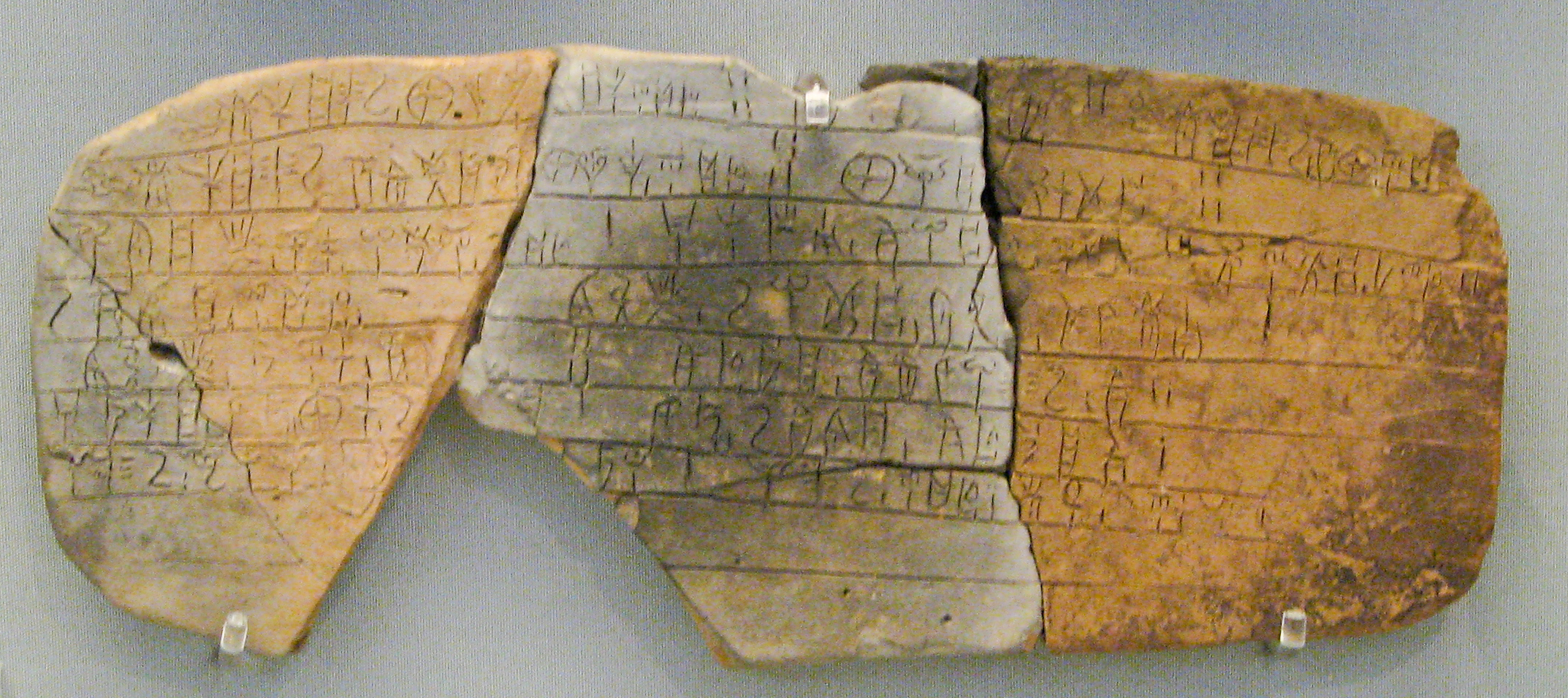
یک لوح یونانی میسنی یافت‌شده در پیلوس به خط ب

خط ب دارای ۸۷ نشانه هجا و بیش از ۱۰۰ اندیشه‌نگاشت بود. کهن‌ترین اثر مکتوب به میسنی و خط ب مربوط به سال ۱۴۵۰ پیش از میلاد است.
| علائم شناخته‌شده از خط | علائم شناخته‌شده از خط | علائم شناخته‌شده از خط | علائم شناخته‌شده از خط | علائم شناخته‌شده از خط | علائم شناخته‌شده از خط | علائم شناخته‌شده از خط | علائم شناخته‌شده از خط | علائم شناخته‌شده از خط | علائم شناخته‌شده از خط | علائم شناخته‌شده از خط |
|                       | -a                    | -a                    | -e                    | -e                    | -i                    | -i                    | -o                    | -o                    | -u                    | -u                    |
| --------------------- | --------------------- | --------------------- | --------------------- | --------------------- | --------------------- | --------------------- | --------------------- | --------------------- | --------------------- | --------------------- |
|                       | 𐀀                     | a *۰۸                 | 𐀁                     | e *۳۸                 | 𐀂                     | i *۲۸                 | 𐀃                     | o *۶۱                 | 𐀄                     | u *۱۰                 |
| d-                    | 𐀅                     | da *۰۱                | 𐀆                     | de *۴۵                | 𐀇                     | di *۰۷                | 𐀈                     | do *۱۴                | 𐀉                     | du *۵۱                |
| j-                    | 𐀊                     | ja *۵۷                | 𐀋                     | je *۴۶                |                       |                       | 𐀍                     | jo *۳۶                |                       |                       |
| k-                    | 𐀏                     | ka *۷۷                | 𐀐                     | ke *۴۴                | 𐀑                     | ki *۶۷                | 𐀒                     | ko *۷۰                | 𐀓                     | ku *۸۱                |
| m-                    | 𐀔                     | ma *۸۰                | 𐀕                     | me *۱۳                | 𐀖                     | mi *۷۳                | 𐀗                     | mo *۱۵                | 𐀘                     | mu *۲۳                |
| n-                    | 𐀙                     | na *۰۶                | 𐀚                     | ne *۲۴                | 𐀛                     | ni *۳۰                | 𐀜                     | no *۵۲                | 𐀝                     | nu *۵۵                |
| p-                    | 𐀞                     | pa *۰۳                | 𐀟                     | pe *۷۲                | 𐀠                     | pi *۳۹                | 𐀡                     | po *۱۱                | 𐀢                     | pu *۵۰                |
| q-                    | 𐀣                     | qa *۱۶                | 𐀤                     | qe *۷۸                | 𐀥                     | qi *۲۱                | 𐀦                     | qo *۳۲                |                       |                       |
| r-                    | 𐀨                     | ra *۶۰                | 𐀩                     | re *۲۷                | 𐀪                     | ri *۵۳                | 𐀫                     | ro *۰۲                | 𐀬                     | ru *۲۶                |
| s-                    | 𐀭                     | sa *۳۱                | 𐀮                     | se *۰۹                | 𐀯                     | si *۴۱                | 𐀰                     | so *۱۲                | 𐀱                     | su *۵۸                |
| t-                    | 𐀲                     | ta *۵۹                | 𐀳                     | te *۰۴                | 𐀴                     | ti *۳۷                | 𐀵                     | to *۰۵                | 𐀶                     | tu *۶۹                |
| w-                    | 𐀷                     | wa *۵۴                | 𐀸                     | we *۷۵                | 𐀹                     | wi *۴۰                | 𐀺                     | wo *۴۲                |                       |                       |
| z-                    | 𐀼                     | za *۱۷                | 𐀽                     | ze *۷۴                |                       |                       | 𐀿                     | zo *۲۰                |                       |                       |